# Cjepivo protiv ospica
Cjepivo protiv ospica je vrlo učinkovito cjepivo za prevenciju ospica. Nakon jedne doze cjepiva 85 % djece u dobi od 9 mjeseci te 95 % djece starije od 12 mjeseci postaju imuni. Gotovo svi koji nisu razvili imunost nakon prve doze, razvijaju je nakon druge doze cjepiva. Kada je stopa procijepljenosti u stanovništvu veća od 93 %, ne dolazi do epidemije ospica, no do epidemije može doći ako se stopa procijepljenosti smanji. Učinkovitost cjepiva traje godinama. Nije u potpunosti razjašnjeno smanjuje li se ta učinkovitost tijekom vremena. Cjepivo je također učinkovito u sprječavanju bolesti ako je dobiveno samo nekoliko dana prije izlaganja zarazi.

## Sigurnost
Ovo cjepivo je prilično sigurno, a to uključuje i osobe s HIV infekcijom. Nuspojave su obično blage i kratkotrajne. Mogu uključivati bol na mjestu injekcije te blagu vrućicu. Anafilaksija je dokumentirana u jedne od sto tisuća cijepljenih osoba. Prema studijama, cjepivo ne dovodi do porasta stope pojave Guillian-Barreovog sindroma, autizma te upalnih bolesti crijeva.
MMR cjepivo je zabranjeno u Japanu zbog velikog broja nuspojava (1:2000) u odnosu na učestalost nuspojava kod zasebnih cjepi za navedene bolesti

## Oblici cjepiva
Cjepivo je dostupno u jednovalentnom obliku, kao i u kombinaciji s drugim cjepivima poput cjepiva protiv rubeole, cjepiva protiv zaušnjaka, te cjepiva protiv vodenih kozica (poznatih kao MMR cjepivo i MMRV cjepivo). Učinkovitost cjepiva jednaka je u svih navedenih oblika. Svjetska zdravstvena organizacija preporučuje primjenu ovog cjepiva u dobi od 9 mjeseci u onim područjima gdje su ove bolesti učestale. U područjima gdje su ove bolesti rijetke, razumno je cijepiti djecu u dobi od 12 mjeseci. Cjepivo je u obliku suhog praha koji se miješa prije primjene te se daje potkožno ili intramuskularno. Uspješnost cijepljenja može se potvrditi krvnim testovima.

## Povijest, društvo i kultura
Od 2013. godine ovim cjepivom cijepljeno je oko 85 % djece u cijelom svijetu. 2008. godine barem su 192 zemlje nudile ovo cjepivo u dvije doze. Cjepivo je prvi puta uvedeno 1963. godine. Kombinirano Mo-Pa-Ru cjepivo (ospice, zaušnjaci i rubeola) prvi puta je postalo dostupno 1971. godine. Cjepivo protiv vodenih kozica dodano je kombinaciji ova tri cjepiva 2005. godine, formulirajući tako MMRV cjepivo. Cjepivo protiv ospica nalazi se na Listi esencijalnih lijekova Svjetske zdravstvene organizacije, popisu najvažnijih lijekova potrebnih u osnovnom zdravstvenom sustavu. Ovo cijepivo nije skupo.